# Miguel Rio Branco
Miguel Rio Branco (Las Palmas de Gran Canaria, 11 dicembre 1946) è un fotografo, pittore e regista brasiliano.
Le opere di Rio Branco sono principalmente ambientate in America Latina, sono dedicate al passaggio del tempo, alla sensualità del corpo e al suo disfacimento e sono caratterizzate da un uso drammatico del colore. Rio Branco è stato un associato di Magnum Photos, di cui poi è divenuto corrispondente. Le opere di Rio Branco sono state esposte e sono conservate in svariati musei: Museu de Arte Moderna di Rio de Janeiro, Museum of Modern Art di São Paulo, Museu de Arte di São Paulo, Centre Georges Pompidou di Parigi, San Francisco Museum of Modern Art, Stedelijk Museum di Amsterdam, Museum of Photographic Arts di San Diego, Metropolitan Museum di New York, Museum of Modern Art (MOMA) di New York.

## Biografia
Miguel da Silva Paranhos do Rio Branco è nato in una famiglia di diplomatici e ha passato la sua infanzia in Portogallo, Brasile e Svizzera.
Al principio della sua carriera artistica si è dedicato alla pittura, con una prima mostra a Berna nel 1964. Nel 1966 si è trasferito a New York, dove ha studiato al New York Institute of Photography, conseguendo il Bachelor of Arts; nel 1968 ha frequentato a Rio de Janeiro la Escola Superior de Desenho Industrial.
È divenuto associato di Magnum Photos nel 1980, essendo stato apprezzato "per la qualità drammatica delle sue fotografie a colori". Inoltre ha lavorato per National Geographic, ma ha abbandonato entrambi gli incarichi in quanto non si sentiva attratto dal fotogiornalismo; Rio Branco ha mantenuto, però, un legame con Magnum Photos, di cui è restato corrispondente.
In una sua dichiarazione, Rio Branco ritiene che la sua fotografia sia parzialmente documentaria con una venatura poetica («uma espécie de “fotodocumentarismo” com uma interpretação poética»). In altre interviste, Rio Branco ritiene di non essere interessato alla fotografia documentaristica classica.
Dal 1990 ha abbandonato l'uso delle pellicole a 35 mm, per passare al medio formato. Rio Branco ha dichiarato che il medio formato ha rappresentato «un passaggio ad un modo più simbolico nell'uso dell'immagine».
Dal 2006 vive ad Araras, nello stato di Sao Paulo: Rio Branco sostiene di essersi allontanato da São Paulo per ridurre lo stress e per la necessità di tornare alla natura.
Rio Branco ha dichiarato, nel 2021, che dal 2008 non scatta più fotografie originali, ma utilizza i propri archivi per produrre le nuove installazioni: «Al momento non fotografo quasi più nulla, se non con il mio telefono. Guardo più alle costruzioni e agli spazi, sto cercando di tornare alla pittura. E, ovviamente, ci sono i progetti di libri fotografici. L'ultimo progetto che ho sviluppato sul campo è stato nel 2008 a Tokyo».

## Opere
Le opere di Rio Branco si articolano lungo tre direttrici: pubblicazione di libri fotografici, realizzazione di installazioni, cortometraggi e direzione della fotografia in lungometraggi.
I principali libri fotografici di Rio Branco sono:
- Dulce Sudor Amargo (1985) è il primo libro fotografico di Rio Branco dal quale traspare chiaramente l'approccio del fotografo quanto a stile e oggetti fotografati. Il libro documenta la vita di prostitute ed emarginati nella città di Salvador da Bahia, con una serie di immagini molto crude e ricche di sensualità. Dal punto di vista stilistico, le immagini sono scattate in luce naturale, con una forte saturazione dei colori; nella composizione delle forme, all'interno di inquadrature apparentemente tradizionali, compare sempre un elemento di disturbo che rende le fotografie instabili ed enigmatiche.[9]
- Nakta (1996), alterna immagini di persone, oggetti e animali. L'ambientazione costante è quella di una notte (in sanscrito, nakta) scura, dalla quale emergono con violenza corpi di persone e di animali, vivi e morti[10]. Il libro contiene anche un'opera poetica dello scrittore francese Louis Calaferte (Nuit Close). Nelle parole di Rio Branco, l'opera prende spunto dai bestiari:

(Miguel Rio Branco abre Bienal de Curitiba, in Folha de S.Paulo, 15/8/1996)
- Silent Book (1997) è un libro fotografico nel quale si rincorrono corpi, oggetti, immagini che richiamano il sangue e la macellazione, oggetti sacri; l'ambientazione è un caleidoscopio di interni di bordelli, palestre di boxe, esterni di difficile decifrazione.  Il libro nasce da un'esposizione alla Biennale de L'Avana nel 1994 (titolo dell'installazione: "Out of Nowhere"), poi modificata in parte in una mostra dello stesso anno a Francoforte e confluita in un lavoro a stampa dal titolo Door into Darkness.[6][11] Il riferimento alle palestre di boxe, ricorrente in Rio Branco viene così spiegato dallo stesso autore:

(Miguel Rio Branco’s Silent Book, in Magnum Photos, 20/05/2019)
- Maldicidade (2014, seconda edizione 2019), il cui titolo gioca sulla composizione tra "Mal" (malattia) e "cidade" (città), è dedicato alla rappresentazione della vita nelle città, con fotografie prese in diverse grandi città nel mondo e un'attitudine che oscilla tra repulsione ed attrazione; gli oggetti principali delle fotografie sono gli emarginati, l'alienazione e la disumanità.[12] Alla base del progetto, nelle parole dell'autore, vi sono le negatività generate dai grandi centri urbani[13]

(M. Rio Branco, The Sickness of Cities, 05/08/2019, in Magnum Photos)
Venendo alle installazioni, Rio Branco propone i propri materiali all'interno di sistemi complessi composti da immagini, video, suoni ed oggetti. Tra queste installazioni, alcune hanno avuto risonanza, in particolare:
- La mécanique des femmes 2 (Galeria Millan, São Paulo, 2012), in cui una serie di immagini organizzate per polittici veniva illuminata in vario modo e veniva unita ad installazioni video e ad oggetti che stimolavano l'olfatto ed il tatto degli spettatori[14].
- Out of Nowhere (Biennale dell'Avana, 1994), un'installazione composta da polittici, collages, foto ritrovate.[6]
- Entre os olhos e o deserto (In Site, 1996): l'opera, presentata alla biennale che si tiene sul confine tra Stati Uniti e Messico, era costituita dalla proiezione di più di 400 fotografie con transizione varie. Le immagini rappresentavano in prevalenza occhi di persone e particolari di paesaggi desertici, ma anche oggetti ed animali. La proiezione era accompagnata da musiche di Satie ed avveniva dinanzi ad una serie di oggetti metallici poggiati per terra.[15][16]
- Palavras cruzadas, sonhadas, rasgadas, roubadas, usadas, sangradas (Instituto Moreira Salles (IMS), sede São Paulo, 2021), che vedeva di nuovo la composizione di polittici, la presenza di diversi specchi, l'accostamento di musiche.[7]

Quanto alla produzione video, Rio Branco ha diretto diversi cortometraggi e curato la fotografia di alcuni lungometraggi. Il suo cortometraggio più conosciuto Nada levarei quando morrer, aqueles que mim deve cobrarei no inferno, collocato a metà degli anni 1970, si concentra sugli stessi oggetti che saranno poi ripresi nel libro fotografico Dulce Sudor Amargo (quindi la vita di prostitute ed emarginati nella città di Salvador da Bahia): video e immagini ferme si alternano, con transizioni dure e musiche tese a sottolineare il forte contrasto di ciò che è rappresentato: gli edifici in rovina, la sensualità dei corpi, il disfacimento dei corpi.

### Elenco delle opere

#### Libri fotografici
- Dulce Sudor Amargo. Fondo de Cultura Economica, 1985.
- Nakta. Fundação Cultural de Curitiba, 1996.
- Silent Book. São Paulo: Cosac & Naify. 1997. 
  - Seconda edizione, 2012.
- Miguel Rio Branco: An Aperture Monograph. Aperture, 1998.
- Miguel Rio Branco. Cias das Letras, 1998.
- Entre Los Ojos. Fundación "la Caixa", 1999.
- Pele do Tempo. Centro de Arte Hélio Oiticica, 2001.
- Gritos Surdos. Centro Portugues de Fotografia, 2002.
- Plaisir la Douleur. Textuel, 2005.
- Out Of Nowhere. Luste, 2009.
- Você Está Feliz. Cosac & Naify, 2012.
- Maldicidade. Cosac & Naify. 2014
  - Seconda edizione, Taschen, 2019.
- Mechanics of Women. La Fábrica, 2017.
- New York Sketches. Xavier Barral, 2018.

#### Cortometraggi
- Trio Elétrico.[19]
- Caveirinhas.[19]
- Nada levarei quando morrer, aqueles que mim deve cobrarei no inferno, 1981.[17][19][20]
- Entre os Olhos o Deserto.[19]
- Gritos Surdos.[19]

#### Direzione della fotografia in cortometraggi e lungometraggi
- Lagrima Pantera, 1972.[21]
- Abolition, 1988.[22]
- An avenue called Brasil, 1989.[23]

## Recezione della critica
D. Levi Strauss ravvisa un parallelismo tra il metodo di Caravaggio e quello di Rio Branco: definisce Rio Branco un verista appassionato con una sensibilità barocca. Levi Strauss richiama il concetto di contaminazione di Pasolini e nota:
(D. Levi Strauss, Smoking mirrors: the photographs of Miguel Rio Branco, Artforum, ISSN 0004-3532, April, 1997)
Sempre nella stessa prospettiva, altri critici condividono una dichiarazione dello stesso Rio Branco, secondo cui la sua intera opera sarebbe costantemente improntata a una poetica basata su: "Tempo, carne, sessualità, decadenza, morte e dolore" ("time, flesh, sexuality, decay, death and pain").
Anche Parr e Badger ritengono, come D. Levi Strauss, che nella fotografia di Rio Branco sia ravvisabile un forte influsso dell'arte cattolica, con riferimenti particolarmente pregnanti sia al sacramento dell'Eucarestia sia alla storia violenta dell'America Latina; inoltre, credono che la sua arte, indipendentemente dagli oggetti e dalle ambientazioni, contenga un costante riferimento alla situazione dell'America Latina:
(Gerry Badger, The photobook : a history, Phaidon, <2004-2014>, p. 118)
In altre analisi critiche si richiama l'attenzione sul fatto che l'apparente feticismo di Rio Branco non può essere ridotto a semplice sensualità, perché mira a ciò che sta oltre la superficie rappresentata.
Da altre prospettive, si mette in luce l'attenzione alle tematiche sociali, di lotta ed ineguaglianza.

## Principali premi ricevuti
- Grand Prize of the First Triennial of Photography Museum of Modern Art in Sao Paulo, 1980.
- Prix Kodak de la Critique Photographique, 1982.[28]
- Prix du Livre, Les Rencontres d'Arles, 1997.

## Principali mostre
- 17ª Bienal Internacional, São Paulo (1983).
- Magnum Gallery, Parigi (1985).
- Aperture Foundation, New York, (1986).
- Stedelijk Museum, Amsterdam (1989).
- 5ª Bienal de Havana, Havana (1994).
- Museu de Arte Moderna do Rio de Janeiro (1996).
- The Solomon R. Guggenheim Museum, New York (2001).
- Maison Européenne de la Photographie de París (2005).
- Museum of Contemporary Art, Tokio (2008).
- Galeria Millan, São Paulo (2012).
- Gallery Luisa Strina, São Paulo (2019).